# فهرست وزیران اعظم صفوی
فهرست وزیران اعظم صفوی در زیر آمده‌است:

## فهرست وزیران اعظم
| نام                       | شروع کار          | پایان           | قومیت          | خاندان/طایفه   | شاه                       |
| ------------------------- | ----------------- | --------------- | -------------- | -------------- | ------------------------- |
| محمد زکریا کججی           | ۱۵۰۱              | ۱۵۰۷            | فارسی‌زبان      | کججی           | اسماعیل اول               |
| محمود خان قزوینی          | ۱۵۰۲/۳            | ۱۵۰۷            | دیلمی          |                | اسماعیل اول               |
| نجم ثانی                  | ۱۵۰۷              | ۱۵۱۰            | فارسی‌زبان      | خوزانی اصفهانی | اسماعیل اول               |
| حسین منشی قمی             | ۱۵۱۰              | ۱۵۱۴            | فارسی‌زبان      |                | اسماعیل اول               |
| میرزا شاه حسین            | ۱۵۱۴              | ۱۵۲۳            | فارسی‌زبان      |                | اسماعیل اول               |
| جلال‌الدین محمد تبریزی     | ۱۵۲۳              | ۱۵۲۴            | فارسی‌زبان      | کججی           | اسماعیل اول، طهماسب اول   |
| میرزا جعفر ساوجی          | ۱۵۲۴              | ۱۵۳۱            | نا مشخص        |                | طهماسب اول                |
| احمد بیگ نور کمال         | ۱۵۲۳              | ۱۵۳۴            | فارسی‌زبان      |                | طهماسب اول                |
| میر عنایت‌لله خوزانی       | ۱۵۳۴              | ۱۵۳۵            | فارسی‌زبان      | خوزانی         | طهماسب اول                |
| خواجه معین یزدی           | ۱۵۳۴              | ۱۵۳۵            | فارسی‌زبان      |                | طهماسب اول                |
| قاضی جهان قزوینی          | ۱۵۳۴              | ۱۵۵۱            | فارسی‌زبان      |                | طهماسب اول                |
| میر شریف شیرازی           | ۱۵۶۲              | ۱۵۶۶            | فارسی‌زبان      |                | طهماسب اول                |
| معصوم بیگ صفوی            | ۱۵۵۳              | ۱۵۶۸            | فارسی‌زبان      | شیخوند         | طهماسب اول                |
| جمال‌الدین تبریزی          | ۱۵۶۸              | ?               | نا مشخص        |                | طهماسب اول                |
| سید حسن فراهانی           | ?                 | ۱۵۷۶            | نا مشخص        |                | طهماسب اول                |
| میرزا شکرالله اصفهانی     | ۱۵۷۶              | ژوئن ۱۵۷۷       | فارسی‌زبان      |                | اسماعیل دوم               |
| میرزا سلمان جابری اصفهانی | ژوئن ۱۳, ۱۵۷۷     | ۱۵۸۳            | فارسی‌زبان      | جابری          | اسماعیل دوم، محمد خدابنده |
| میرزا هدایت‌الله           | ۱۵۸۳              | ۱۵۸۶            | فارسی‌زبان      | خوزانی         | محمد خدابنده              |
| میرزا محمد منشی           | ۱۵۸۶              | ۱۵۸۷            | فارسی‌زبان      |                | محمد خدابنده              |
| میرزا شاه ولی اصفهانی     | ۱۵۸۷              | ۱۵۸۷            | فارسی‌زبان      |                | عباس اول                  |
| میرزا لطفی                | ۱۵۸۷              | ۱۵۸۸            | فارسی‌زبان      |                | عباس اول                  |
| میرزا محمد منشی           | ۱۵۸۸              | ۱۵۸۹            | فارسی‌زبان      |                | عباس اول                  |
| میرزا لطف‌الله شیرازی      | ۱۵۸۹              | ۱۵۹۱            | فارسی‌زبان      |                | عباس اول                  |
| حاتم‌بیگ اردوبادی          | ۱۵۹۱              | ۱۶۱۰/۱          | فارسی‌زبان      | اردوبادی       | عباس اول                  |
| طالب‌خان اردوبادی          | ۱۶۱۰/۱            | ۱۶۲۱            | فارسی‌زبان      | اردوبادی       | عباس اول                  |
| سلمان‌خان استاجلو          | ۱۶۲۱              | ۱۶۲۳/۴          | ترکمن          | استاجلو        | عباس اول                  |
| خلیفه سلطان               | ۱۶۲۳/۴            | ۱۶۳۲            | فارسی‌زبان-تبری | خلیفه          | عباس اول، صفی             |
| طالب‌خان اردوبادی          | ۱۶۳۲              | ۱۶۳۳            | فارسی‌زبان      | اردوبادی       | صفی                       |
| ساروتقی                   | ۱۶۳۳              | ۱۱ اکتبر ۱۶۴۵   | نا مشخص        |                | صفی، عباس دوم             |
| خلیفه سلطان               | ۱۴ اکتبر 1645 [a] | ۵ مارس ۱۶۵۴     | فارسی‌زبان-تبری | خلیفه          | عباس دوم                  |
| محمد بیگ                  | ۱۶۵۴              | ژانویه ۲۵, ۱۶۶۱ | ارمنی          |                | عباس دوم                  |
| میرزا محمد کرکی           | ۱۱ مارس ۱۶۶۱      | ۱۶۶۹            | فارسی‌زبان      | کرکی           | عباس دوم، سلیمان اول      |
| شیخعلی‌خان زنگنه           | ۱۶۶۹              | ۲۵ اکتبر ۱۶۸۹   | کرد            | زنگنه          | سلیمان اول                |
| محمدطاهر قزوینی           | مارس 1691 [b]     | ۱۶۹۹            | فارسی‌زبان      |                | سلیمان اول، سلطان حسین    |
| محمدمؤمن‌خان شاملو         | ۱۶۹۹              | ۱۷۰۷            | ترکمن          | شاملو          | سلطان حسین                |
| شاهقلی‌خان زنگنه           | ۱۷۰۷              | ۱۷۱۶            | کرد            | زنگنه          | سلطان حسین                |
| فتحعلی خان داغستانی       | ۱۷۱۶              | ۱۷۲۰            | لزگی           | شمخال کوموخ    | سلطان حسین                |
| محمدقلی‌خان شاملو          | ژانویه ۱۷۲۱       | ۱۷۲۲            | ترکمن          | شاملو          | سلطان حسین                |
| رجب‌علی بیگ                | ۱۷۲۲              | ۱۷۲۲            | نا مشخص        |                | طهماسب دوم                |
| محمدعلی‌خان مکری           | ۱۷۲۲              | ۱۷۲۳            | نا مشخص        |                | طهماسب دوم                |
| مرتضی‌قلی خان              | ۱۷۲۲              | ۱۷۲۳            | نا مشخص        |                | طهماسب دوم                |
| میرزا عبدالکریم           | ۱۷۲۳              | ۱۷۲۴            | نا مشخص        |                | طهماسب دوم                |
| فرج‌الله خان عبدالله       | ?                 | ?               | نا مشخص        |                | طهماسب دوم                |
| میرزا محمدحسین            | ?                 | ?               | نا مشخص        |                | طهماسب دوم                |
| میرزا عبدالله             | ۱۷۲۴              | ۱۷۲۵            | نا مشخص        |                | طهماسب دوم                |
| میرزا مؤمن قزوینی         | ۱۷۲۵              | ۱۷۲۸            | نا مشخص        |                | طهماسب دوم                |
| میرزا محمد رحیم           | ۱۷۲۸              | ۱۷۳۰            | نا مشخص        |                | طهماسب دوم                |
| رجب‌علی‌خان                 | ۱۷۳۱              | ۱۷۳۱            | نا مشخص        |                | طهماسب دوم                |